# Эль-Хирмиль (район)
Эль-Хирмиль (араб. قضاء الهرمل‎) — один из 25 районов Ливана, входит в состав провинции Баальбек-Хермель, ранее входил в состав провинции Бекаа.
Административный центр района — город Эль-Хирмиль.

## География
Район расположен в северо-восточной части Ливана и занимает площадь 731 км². На юге и востоке граничит с районом Баальбек, на западе — с районами Миние-Дание и Аккар, на севере — с территорией Сирии.

## Муниципалитеты
Административно район разделён на 5 муниципалитетов.